# Деревня Санта-Клауса
Дере́вня Са́нта-Кла́уса, или Деревня Йоулупукки (фин. Joulupukin Pajakylä, дословно Деревня-мастерская Йоулупукки) — парк развлечений в Финляндии, посвящённый Рождественскому Деду, которого в Финляндии называют Йоулупукки (фин. Joulupukki), а в англоязычных странах — Санта-Клаус. Расположен неподалёку от города Рованиеми в провинции Лапландия.
По традиции считается, что Санта-Клаус родился в Лапландии. Деревня Санта-Клауса считается его непосредственным местом жительства, а потому является одним из наиболее посещаемых туристических мест Финляндии.

## История Санта-Клауса
Когда Бог создал землю и первых людей, он увидел, что есть как плохие, так и хорошие. Он захотел вознаграждать тех, кто вёл себя хорошо каждый год. Для этого он выбрал самое красивое время года — зиму, когда всё покрыто снегами, земля перерождается и становится чистой. Господь выбрал для этого светлого и чистого мужчину из страны вечных морозов — Финляндии. Его звали Клаус. Мужчина занимался разведением оленей и делал добро людям. В помощь Бог дал ему волшебных эльфов, которые помогали ему творить чудеса и вместе с Клаусом строили волшебную деревню.

## История деревни
В 1950 году Элеонора Рузвельт, вдова Франклина Д. Рузвельта, побывала в этом месте. Она считается первым туристом, посетившим место проживания Санта-Клауса. В её честь здесь была построена хижина, увидеть которую можно и сейчас (расположена рядом с почтовым отделением).

## Туризм
Основной поток туристов направляется сюда из Великобритании, Германии, России, Франции, Ирландии, Китая, Японии, Индии и многих других стран. В последние годы заметно увеличилось число туристов с Американских континентов, однако туристы из США в 2005 году составили лишь 4,7 % от общего числа посетителей. Объясняется это тем, что в американской традиции Санта-Клаус проживает на Северном полюсе, несмотря на то, что там нет земли (Северный полюс находится в Северном Ледовитом океане). Европейская культура вообще не упоминает о месте жительства Санта-Клауса.
Деревня Санта-Клауса в Лапландии (внутри Полярного круга) является его самой известной резиденцией.

## Расположение
Деревня Санта-Клауса расположена в 8 км северо-восточнее Рованиеми и в 2 км от международного аэропорта Рованиеми. Во время Рождества количество рейсов, прибывающих в этот аэропорт, увеличивается в три раза.
В основном туристы добираются до Рованиеми со стыковочным рейсом в аэропорту Хельсинки, так как расписания рейсов устроено таким образом, чтобы ожидание не превышало 3 часов. В рождественские праздники сюда организуются чартеры из Швеции, Англии и некоторых других стран.
Кроме того, до Рованиеми можно добраться регулярными автобусными рейсами и по железной дороге.
Добраться из Рованиеми в деревню Санта-Клауса можно на маршруте № 8, который ходит между станциями «Железнодорожный вокзал Рованиеми» и «Деревня Санта-Клауса». Поездка на автобусе занимает около 30 минут.
|                        |  |
| В деревне Санта-Клауса |  |